# Miroslav Vitouš
Miroslav Ladislav Vitous (från början Vitouš som efternamn), född 6 december 1947 i Prag, är en tjeckisk jazzbasist. 
Han började spela violin när han var sex, piano när han var tio och bas när han var fjorton. I sin ungdom var Vitouš en konkurrenskraftig simmare. Ett av hans första band var Junior Trio med hans äldre bror Alan på trummor och (som senare skulle bli känd musiker) Jan Hammer på keyboards. Han studerade musik vid konservatoriet i Prag och efter att ha vunnit en internationell musiktävling i Wien blev han tilldelad ett stipendium för att börja på Berklee College of Music i Boston.
Vitous' virtuosa basspelande har lett kritiker att placera honom i samma klass som Scott LaFaro, Dave Holland och Niels-Henning Ørsted Pedersen. Ett representativt exempel på Vitous' kontrabasspelande är på Now He Sings, Now He Sobs (1968) med Chick Corea på piano och Roy Haynes på trummor. Albumet visar tydligt hans starka rytmiska känsla, innovativa walking-spelande, styrka och nonchalans som en improvisatör.
På hans första album under eget namn, Infinite Search (1969), förekommer flera musiker som då var kända i jazz fusion-kretsarna: John McLaughlin, Herbie Hancock, Jack DeJohnette och Joe Henderson.
Han var med och grundade gruppen Weather Report och har arbetat med Jan Hammer, Freddie Hubbard, Miles Davis, Chick Corea, Wayne Shorter, Joe Zawinul och Jan Garbarek. Vitous har sedan sitt omstridda lämnade av Weather Report diskuterat detta med journalister, speciellt sitt samarbete med Zawinul. Alphonso Johnson, som ersatte Vitous, blev själv ersatt av den innovativa och inflytelserika basisten Jaco Pastorius. 1988 flyttade Vitous tillbaka till Europa för att fokusera på att komponera men har även fortsatt att framträda på festivaler. Han har även framställt ett bibliotek av samplingar av orkester och olika orkesterinstrument.

## Diskografi
- 1969 - Infinite Search
- 1970 - Purple
- 1976 - Magical Shepherd
- 1976 - Majesty Music
- 1977 - Miroslav
- 1978 - Guardian Angels
- 1979 - First Meeting
- 1980 - Miroslav Vitous Group
- 1982 - Journey's End
- 1985 - Emergence
- 1992 - Atmos with Jan Garbarek
- 1992 - Big Hand for Hanshin